# هوانگ هوا (بدمینتون‌باز)
هوانگ هوا (انگلیسی: Huang Hua؛ زادهٔ ۱۶ نوامبر ۱۹۶۹) بدمینتون‌باز اهل چین است.